# Młyn Maria
Młyn Maria – (zwany w różnych okresach Arnold, Klara, Maciej) – kompleks zabytkowych budynków młynów we Wrocławiu położony na dwóch wyspach w bezpośredniej bliskości Ostrowa Tumskiego. W PRL służył jako budynek mieszkalny, w roku 2021 wyremontowany.

## Historia
Pierwsze zapiski o młynie na Piasku pochodzą z roku 1242. Kilkadziesiąt lat później, w 1333 naprzeciwko, na Wyspie Młyńskiej wybudowano po sąsiedzku Młyn Bożego Ciała. Oba młyny zbudowane były z drewna. Pod koniec XVIII wieku młyn został strawiony przez pożar.
Do roku 1810 młyn był własnością zakonu, po czym przeszedł na własność państwa pruskiego. W tym czasie został unowocześniony i służył regionowi jako jeden z najnowocześniejszych młynów dzięki zastosowaniu amerykańskiego systemu przemiału. W latach 1871 i 1883 przeprowadzono remont, oba młyny połączono
pod wspólną nazwą Młyn Feniks. W latach 60. XX wieku zdemontowano urządzenia wodne a młyn zelektryfikowano. Budynki przeznaczono na cele mieszkalne. Podczas powodzi w roku 1997 planowano zburzenie młyna, aby woda nie zalała wyspy Piasek; ostatecznie wyburzono tylko część ściany.

## Rewitalizacja
Ostatni lokatorzy opuścili budynek w roku 2015, a trzy lata później przedsiębiorstwo RealCo Property Investment and Development przeprowadziło rewitalizację obiektu. Projekt architektoniczny opracowała wrocławska Pracownia Projektowa Maćków. Przebudowano zarówno budynki młyna, jak i nadbrzeża i kanały. Na zachodzie budynku zaprojektowano taras o układzie kaskadowym, umożliwiający dostęp mieszkańców do nadodrzańskich bulwarów. W budynkach młyna powstało 119 mieszkań, od kawalerek po czteropokojowe z tarasami od 25 do 100 m². Na parterze zlokalizowano 14 placówek handlowych i usługowych. Podczas renowacji zachowano detale historyczne, choć wprowadzono również modyfikacje, wynikające ze zmiany funkcji budynku z przemysłowej na mieszkalną. Po renowacji zostanie również umieszczone koło młyńskie.